# Diego Pupo
Diego Pupo (Crotone, 6 gennaio 1949) è un allenatore di calcio ed ex calciatore italiano, di ruolo centrocampista.

## Carriera

### Giocatore
Esordisce in campionati professionistici nel corso della stagione 1967-1968, nella quale gioca 23 partite in Serie C nel Crotone (squadra della sua città natale) segnandovi anche una rete; nella stagione 1968-1969 disputa invece 35 partite di terza serie senza mai segnare, mentre nella stagione 1969-1970 segna una rete in ulteriori 35 presenze.
A fine stagione viene ceduto all'Arezzo, formazione di Serie B; con i toscani nella stagione 1970-1971 esordisce in seconda serie, segnando una rete in 36 partite di campionato. Rimane in squadra anche per la stagione 1971-1972, nella quale gioca 24 partite di Serie B senza mai segnare. Nel 1971 è stato inoltre convocato in Under-21. Dopo due anni lascia l'Arezzo, e nella stagione 1972-1973 veste la maglia del Livorno, con cui realizza 2 reti in 31 presenze nel campionato di Serie C.
Nel 1973 si trasferisce alla Casertana; con i campani nella stagione 1973-1974 si piazza al terzo posto in classifica in Serie C, campionato in cui disputa 33 partite; scende poi in campo 25 volte nella stagione 1974-1975 e 35 volte (segnando anche un gol) nella stagione 1975-1976, chiusa dalla formazione campana con la retrocessione in Serie D. In seguito a tale retrocessione Pupo lascia la squadra e va a giocare nel Savona, con cui nella stagione 1976-1977 e nella stagione 1977-1978 disputa complessivamente 62 partite (con anche 2 reti segnate) in Serie D, campionato nel quale nella stagione 1977-1978 ottiene una promozione nel neonato campionato di Serie C2 in seguito al secondo posto in classifica ottenuto nel girone A di Serie D dietro all'Imperia.
Nella stagione 1978-1979 veste la maglia del Messina neopromosso in Serie C2, totalizzando 27 presenze senza nessun gol; l'anno successivo gioca nuovamente in Serie C2, questa volta nella Vigor Lamezia, con cui gioca 30 partite. Successivamente, ha giocato 3 partite in Interregionale col Crotone nella stagione 1983-1984, conclusa con la vittoria del campionato e con la promozione in Serie C2.
In carriera ha giocato complessivamente 60 partite in Serie B (con un gol segnato), 216 in Serie C (5 gol), 57 in Serie C2 e 65 fra Serie D e Interregionale (2 gol).

### Allenatore
Nelle stagioni 1987-1988 e 1989-1990 ha allenato il Crotone in Serie C2; ha allenato i calabresi anche nella prima parte della stagione 1991-1992, in Prima Categoria (campionato in cui il club si era trovato a giocare con la denominazione di Nuova Crotone Associazione Polisportiva Mini Juventus dopo il fallimento dell'anno precedente).
Nella stagione 2000-2001 ha allenato la Berretti del Crotone, mentre nella stagione 2001-2002 ha allenato la Primavera della squadra calabrese.
Nella stagione 2002-2003 ha allenato la Paolana, con cui ha vinto il campionato calabrese di Promozione. Nella stagione 2003-2004 ha allenato l'Isola Capo Rizzuto nel campionato calabrese di Promozione, perdendo la finale play-off per la promozione in Eccellenza contro il Guardavalle; nella stagione 2004-2005 ha allenato il Cutro nel campionato calabrese di Eccellenza, retrocedendo in Promozione dopo i play-out.
Dal 30 gennaio 2011 al termine della stagione 2011-2012 ha allenato il Sant'Anna nel campionato calabrese di Prima Categoria.

## Palmarès

### Giocatore

#### Competizioni nazionali
- Campionato Interregionale: 1

Crotone: 1983-1984 (girone I)

### Allenatore

#### Competizioni regionali
- Promozione: 1

Paolana: 2002-2003